# Lipnica Murowana
Lipnica Murowana è un comune rurale polacco del distretto di Bochnia, nel voivodato della Piccola Polonia.
Ricopre una superficie di 60,62 km² e nel 2004 contava 5 466 abitanti.
A Lipnica Murowana si trova una delle sei chiese tradizionali in legno che sono Patrimonio dell'umanità UNESCO, denominato Chiese in legno della Piccola Polonia meridionale.